# Monacon naso
Monacon naso är en stekelart som beskrevs av Boucek 1980. Monacon naso ingår i släktet Monacon och familjen gropglanssteklar.
Artens utbredningsområde är Papua Nya Guinea. Inga underarter finns listade i Catalogue of Life.